# Dick Brass
Dick Brass (nascido em 1951) é um investidor e executivo de tecnologia, e um ex-repórter e editor de jornal.
Brass frequentou a Universidade Cornell, onde foi editor do The Cornell Daily Sun e membro da sociedade Quill & Dagger. Depois de uma carreira no jornalismo como repórter e depois editor do New York Daily News, além de crítico de restaurantes para a revista Playboy e WNBC-TV, Brass entrou no ramo da tecnologia.
Trabalhou na Apple Computer como diretor de desenvolvimento criativo e na Oracle Corporation como vice-presidente sênior de desenvolvimento estratégico.
Na Microsoft, liderou os esforços para desenvolver o tablet, o leitor ClearType, o software reconhecimento óptico de caracteres, o software reconhecimento de escrita à mão, o software reconhecimento de voz, a biblioteca digital MSN Book Search (que mais tarde se tornou Live Search Books),  entre outras tecnologias.
Em 2010, ele publicou um artigo controverso no The New York Times intitulado "Microsoft's Creative Destruction", no qual argumentava que a Microsoft havia perdido sua capacidade de inovar efetivamente em muitos campos e precisava recuperar a liderança criativa, além de culpar a cultura corporativa altamente competitiva que minou as verdadeiras inovações criadas pelos laboratórios e engenheiros da Microsoft, segundo ele.